# Männerschuppen

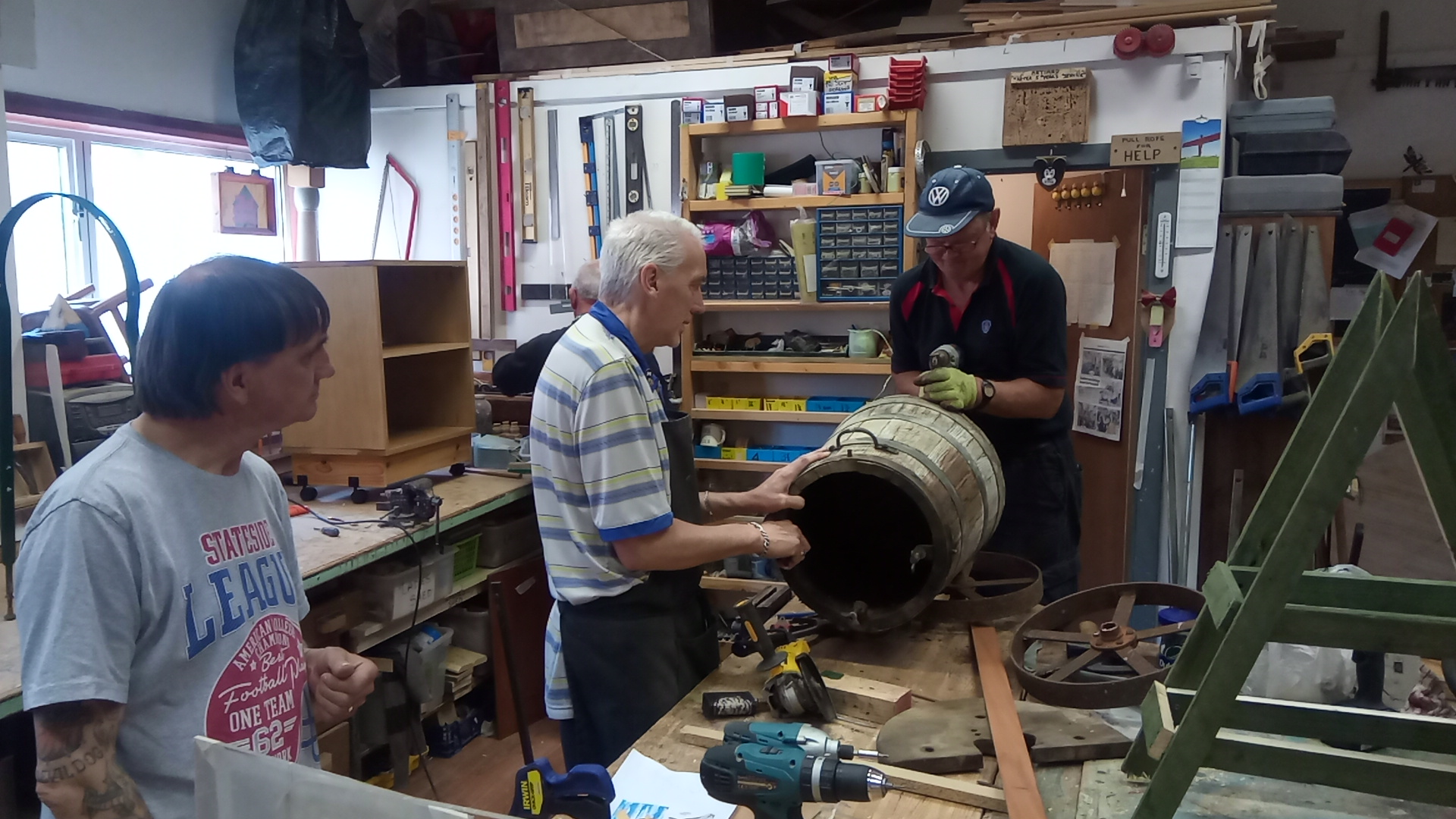
Männerschuppen in Jedburgh, Schottland

Ein Männerschuppen ist ein lokales Treffpunkt-Konzept zur Gesundheitsförderung und zum sozialen Austausch für ältere Männer. Durch gemeinsame zwischenmenschliche Aktivitäten wie handwerkliche Tätigkeiten soll der sozialen Isolation im Alter vorgebeugt werden. Daneben können geschlechts- und generationsspezifische Gesundheitsthemen zur Prävention vermittelt werden.

## Geschichte
Die ersten Männerschuppen (engl. Men's sheds oder community sheds) wurden 1993 in Australien gegründet, wo es inzwischen über 1200 Männerschuppen mit mehr als 50000 Mitgliedern gibt. Das Konzept hat sich seitdem vorwiegend in englischsprachigen Ländern verbreitet.

## Situation in Deutschland
In Deutschland gibt es seit 2015 die ersten Männerschuppen. Die Stiftung Männergesundheit führt in ihrer Übersicht vom November 2024 zehn Männerschuppen.

## Forschung
Das Bundesministerium für Gesundheit fördert ein Forschungsprojekt zu dem Thema, das von der Universität Bremen zusammen mit der Landesvereinigung für Gesundheit und Akademie für Sozialmedizin Niedersachsen e.V. (LVG & AVS) durchgeführt wird.
Damit werden frühere Forschungsprojekte zur Untersuchung der Wirksamkeit dieses Angebots fortgesetzt.